# AND1
AND1 es una empresa estadounidense de calzado deportivo especializada en calzado y vestimenta para baloncesto. Fundada el 13 de agosto de 1993, su sede principal se encontraba en Paoli, Pensylvania, siendo luego reubicada en Aliso Viejo, California.

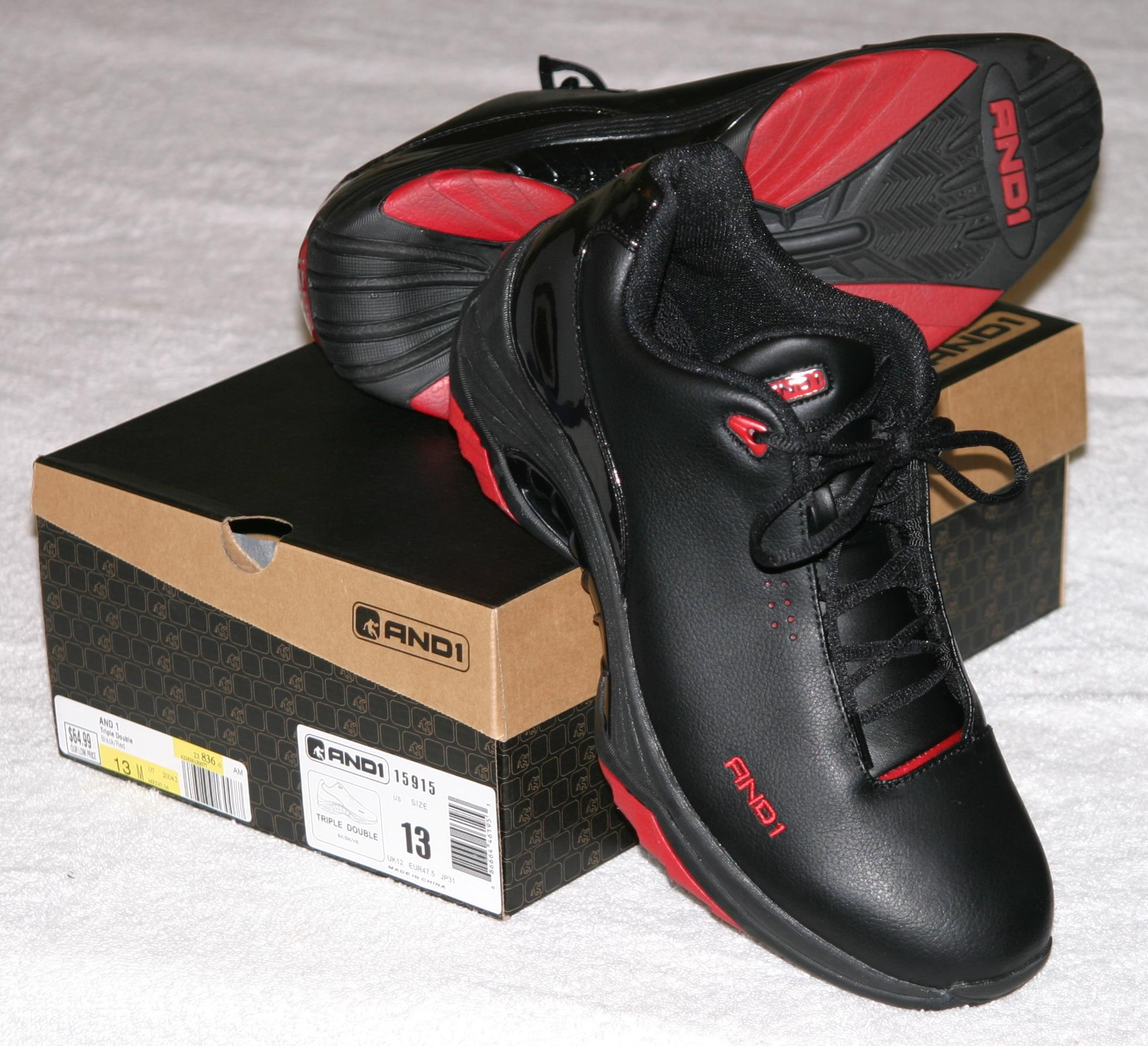
Un par de zapatillas AND1 para baloncesto.

## Historia

### 1993–2000
En 1993, AND1 comenzó como un proyecto de partenariado entre Seth Berger, Jay Coen Gilbert y Tom Austin mientras estudiaban en la Wharton Business School de la Universidad de Pensilvania. El nombre de la compañía deriva de una frase utilizada por los relatores de baloncesto cuando un jugador recibe una falta mientras tira, realiza ese lanzamiento, convierte, y se le otorgan los puntos por la canasta "y uno" (en inglés: "and 1") por el tiro libre que se le es concedido tras la falta.  
En 1996, la estrella de la NBA Stephon Marbury se convirtió en el primer portavoz de AND1. Con la firma de Marbury, AND1 lanzó su primer par de zapatillas de baloncesto, su entrada en la categoría de calzado.

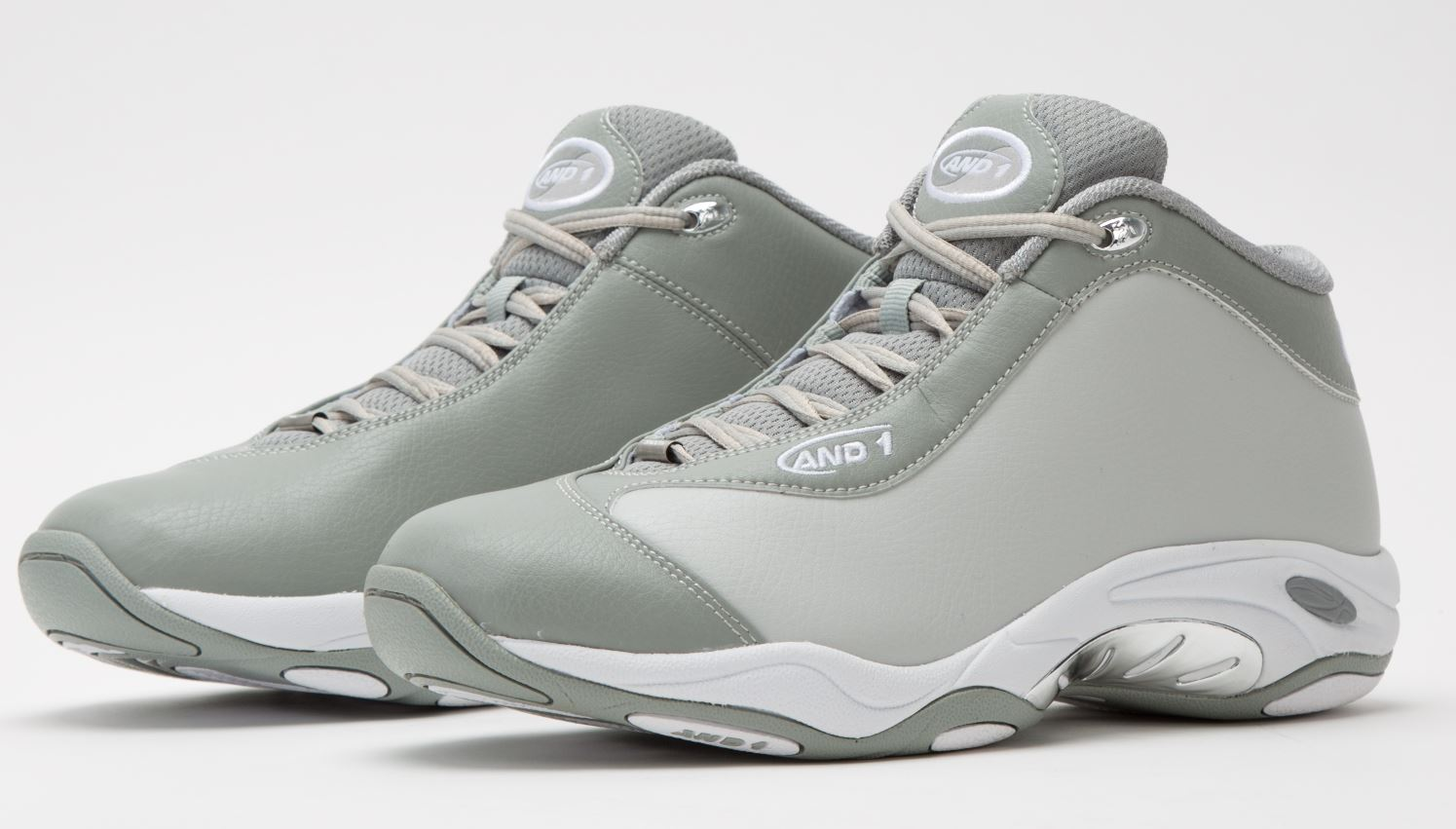
Un par de zapatillas de baloncesto AND1

En 1998, un video con habilidades en Streetball fue enviado a AND1 por Marquise Kelly, entrenador del equipo de baloncesto de la Benjamin Cardozo High school en Queens, New York. El mismo estaba filmado por una cámara de mala calidad, con poca resolución y un audio casi indescifrable cuyo principal protagonista era un joven llamado Rafer Alston. En ese momento, Alston era un estudiante de la California State University de Fresno que había entrado en el Draft de la NBA de 1998. El video fue pronto conocido como "Skip Tape", en honor al apodo de Alston en el Streetball "Skip to my Lou".
En 1999, en la universidad de Haverford, en Filadelfia, AND1 filmó su primera serie de comerciales y publicidades incorporando a jugadores de la NBA como Darrell Armstrong, Rex Chapman, Raef LaFrentz, Toby Bailey, y Miles Simon. Cuando la campaña de marketing no funcionó, se recurrió a una nueva estrategia utilizando la "Skip tape". El video fue reeditado, realizándose 50.000 copias y, en ocho semanas, distribuido en campus y clínicas de baloncesto y sellos discográficos. El video se convertiría en el primer "Mix Tape", y volvió a Rafer Alston rápidamente en una celebridad. Cuando AND1 comenzó a ser socio de productos con Foot Locker, esta estrategia evolucionó a un programa nacional.
Comenzando en el verano boreal de 1999, una copia del video del Mix Tape de AND1 era entregado con cualquier compra. Cerca de 200.000 videos fueron distribuidos en tres semanas, haciendo de esta promoción una de las más exitosas de la historia de la venta al por menor en Estados Unidos.

### 2000–2010
A comienzos del nuevo milenio, AND1 comenzó a reclutar a más y más jugadores de la NBA para usar su producto, incluidos Latrell Sprewell, Kevin Garnett y Jamal Crawford. Los productos AND1 comenzaron a aparecer en Foot Locker y FootAction. Para la temporada 2001, AND1 ocupaba el segundo lugar después de Nike en participación de mercado entre los patrocinadores de la NBA. Más tarde, se convirtió en la segunda marca de baloncesto más grande de los Estados Unidos solo ocho años después de su creación.
Las giras de verano de AND1, que comenzaron en 1999, se ampliaron en 2002 a Mixtape Tour con el lanzamiento de Mixtape 3. Destacados jugadores de streetball como "Hot Sauce" y "The Professor" iban de cancha en cancha para desafiar a otros streetballers en uno-contra-uno. Los streetballers que prevalecieron hasta el final de las giras de verano recibirían acuerdos de patrocinio de AND1. Desde 2002 hasta 2008, las giras fueron televisadas en vivo por ESPN bajo el nombre de "Streetball" y compitieron con "SportsCenter" de ESPN por las niveles de audiencia más altas. Las giras de verano comenzaron en Estados Unidos, pero pronto se ramificaron en más de 30 países, con sus productos promocionados en 130 países y territorios.
La ropa y el calzado AND1 aparecieron por primera vez en el ámbito digital en Street Hoops en 2002, pero en 2006 la marca hizo su entrada oficial en la categoría, asociándose con Ubisoft para lanzar su primer videojuego, AND1 Streetball. Gameloft también lanzó una versión móvil. El juego presentaba un modo de historia que reflejaba la serie "Streetball" de AND1 en ESPN, donde los jugadores podían crear su propio jugador de baloncesto e ingresarlo en el AND1 Mix Tape Tour para obtener un contrato con el equipo AND1. En el camino, los jugadores podrían crear sus propios movimientos de truco estilizados y llevarlos a cabo con un sistema de dos palos analógicos llamado "I-BALL". Los juegos estuvieron disponibles tanto para PlayStation 2 como para Xbox y recibieron críticas positivas.

### 2010–presente
Después de una breve pausa, AND1 Mixtape Tour regresó en 2010, entonces conocido como AND1 Live Streetball Tour. La gira continuó expandiéndose a nivel mundial a medida que el equipo AND1 recorría el mundo, logrando el éxito contra la mayoría de los equipos internacionales y logrando victorias sobre adversarios tan diversos como Chile y Angola. Permanecieron invictos fuera de los Estados Unidos continentales hasta que perdieron ante los debutantes Puerto Rico Streetballers en 2012.
A lo largo de los años, AND1 ha cambiado de manos varias veces, primero American Sporting Goods lo compró en 2005 y luego lo vendió a Brown Shoe Company en febrero de 2011. El 25 de agosto de 2011, AND1 se vendió a Galaxy Brands, una empresa de gestión de marcas. con sede en Nueva York. Posteriormente, la empresa se fusionó con Sequential Brands Group, una empresa de gestión de marcas que cotiza en bolsa, pero el personal que gestiona AND1 nunca cambió. Bajo Sequential, AND1 se ha reconectado con sus raíces, fichando a jugadores destacados de la NBA y patrocinando torneos en todo el mundo.
Para celebrar su vigésimo aniversario, la marca organizó, en agosto de 2013, el AND1 Labor Day Summer Remix, un torneo de baloncesto de US$100.000 en el que el ganador se lo lleva todo. El torneo se llevó a cabo en la Universidad de Temple en Filadelfia y también incluyó un concurso de volcadas de US$10.000.
En homenaje a la cultura del streetball de Brooklyn, AND1 se asoció con la revista SLAM para organizar numerosos eventos relacionados con el Juego de Estrellas de la NBA de 2015 (que se jugó en el Barclays Center en el centro de Brooklyn ). Varios eventos benéficos con dos de las más grandes leyendas del streetball de Nueva York, Lance Stephenson y Rafer Alston, presentaron el lanzamiento de un salón minorista emergente exclusivo de la marca AND1 en Flatbush Avenue N°172 frente al Barclays Center.
Más de cien equipos AND1 High School y AAU juegan en todo Estados Unidos en varios torneos y ligas.
En 2021, AND1 fue adquirida por Galaxy Universal.

## AND1 Mixtape Tour
El AND1 Mixtape Tour ha presentado jugadores de streetball de fama, incluidos Skip to My Lou, Main Event, The Professor, Hot Sauce, Spyda, 50 y AO . Los jugadores de AND1 han realizado giras anuales por Estados Unidos para reclutar a la próxima leyenda del streetball. Desde entonces, este reclutamiento ha sido editado para transmitirse como Street Ball en ESPN y ESPN2 .
La gira fue televisada en segmentos de "Streetball" de media hora en ESPN2, y se compilaron en carretes destacados, ofrecidos bajo la marca AND1 Mixtape, que se vendieron en DVD. AND1 ha lanzado 10 volúmenes. El primer mixtape fue AND1 Mixtape Volume 1 (1998) y el más reciente es AND1 Mixtape X (2008).

## Videojuegos
La serie de videojuegos de EA Sports, NBA Street, publicada en 2001, destacó canastas y pases de AND1, pero fue licenciada por la NBA. En 2002, Activision anunció el primer videojuego de AND1 llamado Street Hoops, con la participación de jugadores de AND1. Gameloft lanzó también un videojuego para teléfonos celulares basado en la franquicia AND1.
| Título           | Distribuidor | Desarrollador           | Plataforma                             | Fecha de lanzamiento    |
| ---------------- | ------------ | ----------------------- | -------------------------------------- | ----------------------- |
| Street Hoops     | Activision   | Black Ops Entertainment | PlayStation 2, Xbox, Nintendo GameCube | 28 de noviembre de 2002 |
| AND 1 Streetball | Ubisoft      | Black Ops Entertainment | PlayStation 2, Xbox                    | 10 de abril de 2006     |